# Croton thurifer
Espèce
Croton thurifer est une espèce de plantes à fleurs du genre Croton et de la famille des Euphorbiaceae, présente au Brésil (Amazonas).
Il a pour synonyme :
- Oxydectes thurifera, (Kunth) Kuntze